# وییا آدلینا
وییا آدلینا (به اسپانیایی: Villa Adelina) شهری در کشور آرژانتین، استان بوئنوس آیرس است که در سال ۲۰۰۹ میلادی، حدود ۴۴٬۵۸۷ نفر جمعیت داشته است.